# Alfabeto italiano
El alfabeto italiano es una variante del alfabeto latino utilizado en el idioma italiano.

## Letras
El alfabeto tradicional tenía 21 letras, aquello completo usado hoy en día, en cambio, tiene 26. Hay cinco vocales (A, E, I, O, U) y 21 consonantes. Las letras J ("I lunga" [I larga] o "gei", como la pronunciación inglesa), K ("cappa"), W ("doppia V" o, raramente, "V doppia" [V doble]), X ("ics") e Y ("ipsilon" o, raramente, "i greca") no formaban parte del alfabeto tradicional italiano, sin embargo hoy en día se utilizan y figuran en todos los diccionarios. Su uso se de en palabras extranjeras (como 'jeans', 'weekend') así como en algunos nombres propios nativos (como Jesolo, Bettino Craxi) derivados de lenguas regionales. Además se usa el acento grave y el acento agudo para modificar letras. El acento circunflejo es raro pero se puede encontrar en textos antiguos.
| Letra |  | Nombre         | AFI         | Diacríticos |
| ----- |  | -------------- | ----------- | ----------- |
| A, a  |  | a              | /a/         | à           |
| B, b  |  | bi             | /b/         |             |
| C, c  |  | ci             | /k/ o /tʃ/  |             |
| D, d  |  | di             | /d/         |             |
| E, e  |  | e              | /e/ o /ɛ/   | è, é        |
| F, f  |  | effe           | /f/         |             |
| G, g  |  | gi             | /ɡ/ o /dʒ/  |             |
| H, h  |  | acca           | ∅ silencio  |             |
| I, i  |  | i              | /i/ o /j/   | ì, í, î     |
| J, j  |  | i lunga o gei  |             |             |
| K; k  |  | cappa          |             |             |
| L, l  |  | elle           | /l/         |             |
| M, m  |  | emme           | /m/         |             |
| N, n  |  | enne           | /n/         |             |
| O, o  |  | o              | /o/ o /ɔ/   | ò, ó        |
| P, p  |  | pi             | /p/         |             |
| Q, q  |  | cu             | /k/         |             |
| R, r  |  | erre           | /r/         |             |
| S, s  |  | esse           | /s/ o /z/   |             |
| T, t  |  | ti             | /t/         |             |
| U, u  |  | u              | /u/ o /w/   | ù, ú        |
| V, v  |  | vi o vu        | /v/         |             |
| W, w  |  | doppia vi o vu |             |             |
| X, x  |  | ics            |             |             |
| Y, y  |  | ipsilon        |             |             |
| Z, z  |  | zeta           | /dz/ o /ts/ |             |

## Galería

Teclado italiano
- El alfabeto manuscrito, para la enseñanza en la escuela primaria